# Anousheh Ansari
Anousheh Ansari luisterⓘ(Perzisch: انوشه انصاری) (Mashhad, 12 september 1966) is een Iraans-Amerikaanse zakenvrouw.

In 1984 vertrok ze met haar familie naar de Verenigde Staten. Daar studeerde ze elektrotechniek aan de George Mason University en aan de George Washington University. Ansari is medeoprichter van het bedrijf Prodea Systems Inc en hiervoor was ze medeoprichter van het bedrijf Telecom Technologies TTI.
Op 18 september 2006 werd zij gelanceerd vanaf Bajkonoer in Kazachstan naar het internationaal ruimtestation en werd daarmee de vierde zelfgefinancierde ruimtetoerist en de eerste vrouwelijke ruimtetoerist. Ze keerde op 29 september 2006 terug op aarde en landde met een Sojoez-capsule in het noorden van Kazachstan. Deze ruimtereis had haar ruim 20 miljoen dollar gekost.
Samen met haar zwager Amir Ansari doneerde ze enkele miljoenen aan wat de Ansari X Prize ging heten. De prijs was bedoeld voor het bedrijf of persoon die als eerste een sub-orbitale ruimtevlucht kon maken van minstens 100 km hoog en dat twee keer binnen twee weken. Die prijs werd uiteindelijk gewonnen door SpaceShipOne van het bedrijf Scaled Composites.